# Robert Elliott Urquhart
Robert Elliott Urquhart CB DSO, britanski general, * 1901, Shepperton on Thames, Združeno kraljestvo, † 1988.